# Leucobryum candidum
Leucobryum candidum är en bladmossart som beskrevs av Wilson in J. D. Hooker 1854. Leucobryum candidum ingår i släktet Leucobryum och familjen Dicranaceae. Inga underarter finns listade i Catalogue of Life.